# ماء جليد منصهر

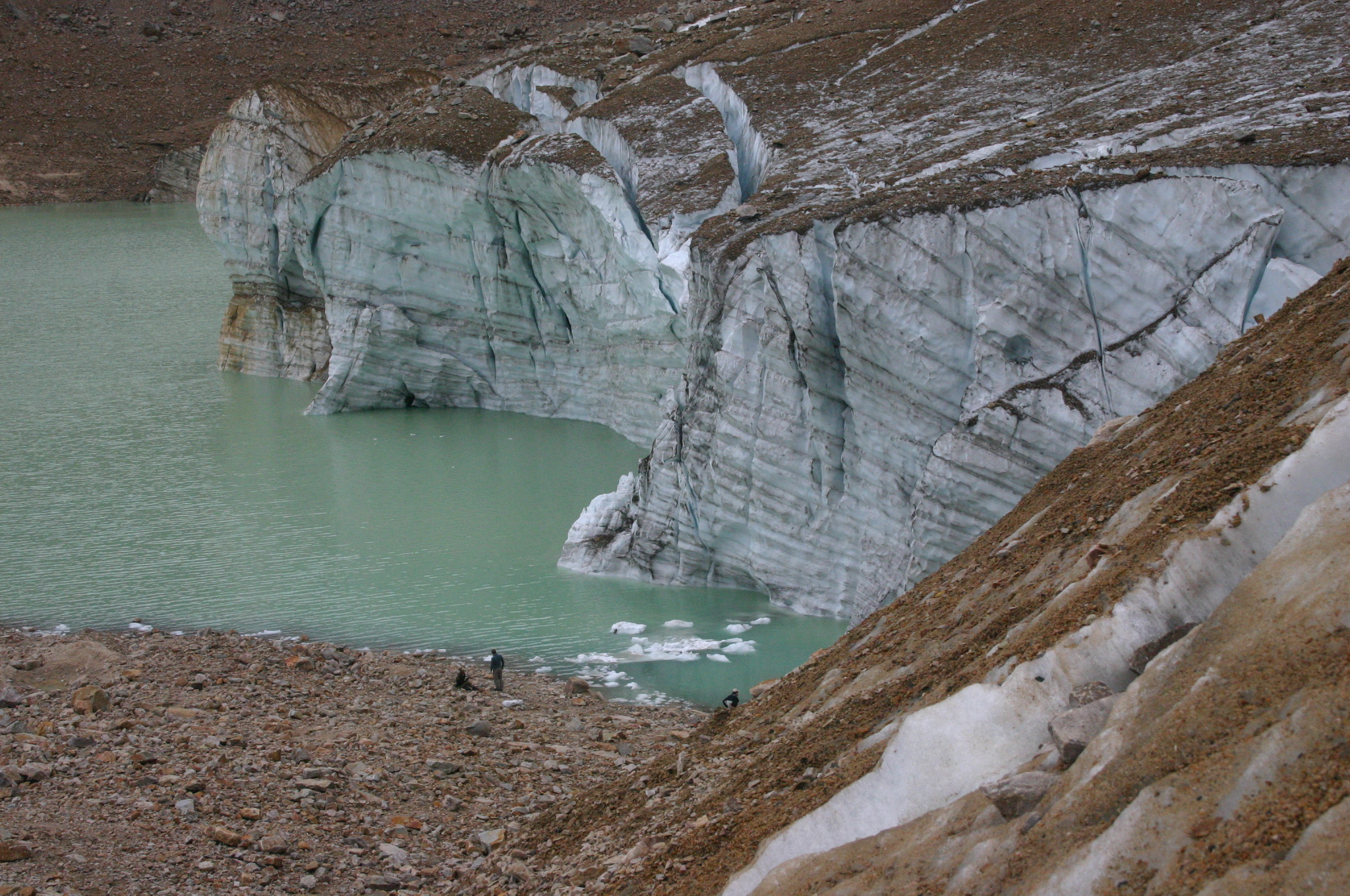
ماء جليد منصهر من مثلجة ماونت إيديث كافل

ماء الجليد المنصهر هو ماء ينتج عن انصهار الثلج أو الجليد، بما في ذلك المثالج، والجبال الجليدية المسطحة، والأجراف الجيلدية فوق المحيطات. عادةً ما يوجد ماء الجليد المنصهر في مناطق تآكل المثالج حيث يقل الغطاء الثلجي. ويُمكن أن يُنتج ماء الجليد المنصهر أثناء الثورات البركانية بطريقة مشابهة لطريقة تكون اللاهار الطيني الأكثر خطورة.